# 강박사고 억제의 역설적 효과
사고 억제의 역설적 효과(영어 원제: Ironic process theory, 역설적 과정이론)는 특정 생각, 욕구를 억누르려하면 할수록 그것이 떠오르기 쉽고 하게 되는 효과이다.
하버드 대학교의 사회심리학자 다니엘 웨그너(Daniel Wegner)는 이런 심리 작용이 궁금해 1987년에 실험을 실시했다. 학생을 두 그룹으로 나눠 실험을 실시했는데 학생 A그룹에게는 흰곰을 생각하라 지시했고 학생 B그룹에게는 흰곰을 생각하지 말라고 지시했다. 그리고 그 그룹들은 흰곰이 떠오를 때마다 종을 치라는 지시를 받았다. 종을 친 횟수가 많은 그룹은 흰곰을 생각하지 말라는 지시를 받은 B그룹이었다.
교수의 지시를 따서 이 현상은 흰곰효과(백곰효과)라고 불린다. 그 외 억제와 욕구 사이에 반동이 있다고 하여 반동효과라고도 불린다.

## 같이 보기
- 부정